# Reproducción alternante
La reproducción alternante es un tipo de reproducción característica de algunas especies de plantas sencillas, en las que se suceden generaciones que se reproducen sexualmente con generaciones que lo hacen de forma asexual. Este es el caso de algunos cnidarios o celentéreos donde los pólipos originan yemas que, al separarse del cuerpo, se convertirán en medusas. Las medusas forman óvulos y espermatozoides y los expulsan a continuación al agua del medio que habitan, donde se fecundan originando un cigoto que, al desarrollarse, genera un nuevo pólipo. Muy pocos seres vivos poseen este tipo de reproducción, principalmente plantas.